# Licuala steinii
Licuala steinii är en enhjärtbladig växtart som beskrevs av Karl Ewald Maximilian Burret. Licuala steinii ingår i släktet Licuala och familjen Arecaceae. Inga underarter finns listade i Catalogue of Life.